# ライオネスコーヒーキャンディー
ライオネスコーヒーキャンディーは、ライオン菓子が製造・販売する、コーヒー風味のキャンディである。

## 歴史
販売開始は1964年。当時の日本ではコーヒーは高価で、一部の人の嗜好品にとどまっていた。当時の篠崎製菓（1995年にライオン菓子に社名変更）の社長はモーニングコーヒーを飲んでいるときに、本格的なコーヒーをキャンディにすることを思いつく。コーヒーを使った菓子は前例がなく、商品開発は難航した。キャンディに適した豆を厳選し、職人が手作業で焙煎し、技術者が長年の勘と技術でキャンディに加工する方法が採られたが、東京オリンピック後の不況で、問屋は高価な本品の取扱いに難色を示した。「本物の味は受け入れられるはず」と社員総出で団地や学校等でサンプルを配る営業活動を2カ月にわたり実施。評判が高まり、販売にこぎつけることができた。販売開始初期には贈答用、一時期はビター感を強調した「ストロング」、深みのある「ハイロースト」、2008年には「プレミアム」がラインナップに加わった。2018年現在は「ライオネスコーヒーキャンディー」「ライオネスコーヒーキャンディー スペシャルティ（エスプレッソ味とカフェラテ味のアソート）」が販売されている。

## コマーシャルソング
宮崎尚志作詞・作曲、天地総子がCMソングを歌うテレビコマーシャルが、1970年代を中心に放映された。2008年には、「ライオネスコーヒーキャンディー プレミアム」発売に合わせ、本楽曲をアレンジしたCMが放映された。